# Maître CoQ V
Ne pas confondre avec Maître Coq IV.
Maître CoQ V (avec Yannick Bestaven depuis 2022) est un voilier monocoque français de course au large, de classe 60 pieds IMOCA (18 m). Conçu avec des foils par les architectes navals VPLP design et Guillaume Verdier, il est mis à l'eau le 29 août 2022, avec pour port d’attache le Vieux-Port de La Rochelle,.

## Histoire
Ce voilier de course du Team Maître CoQ succède à Maître CoQ (2012), Maître CoQ II (2013), Maître CoQ III (2018) et Maître Coq IV (2019). 
Le Team Maître CoQ et son skipper Yannick Bestaven rachètent et préparent en janvier 2019 le bateau Des Voiles et Vous ! (ex Safran II de 2015) et le renomme Maître CoQ IV, pour remporter en particulier le Vendée Globe 2020-2021 en 80 j 3 h 44 min 46 s.

### Caractéristiques et développement
À la suite de leur précédente victoire, Maître CoQ et Yannick Bestaven poursuivent leur collaboration en relevant le défi à partir de 2021 de remporter pour la seconde fois consécutive le Vendée Globe 2024-2025, en faisant construire leur premier navire Maître CoQ V, en 17 mois, par leurs architectes et chantier naval historiques Guillaume Verdier, VPLP Design et CDK Technologies, de Port-la-Forêt en Bretagne.

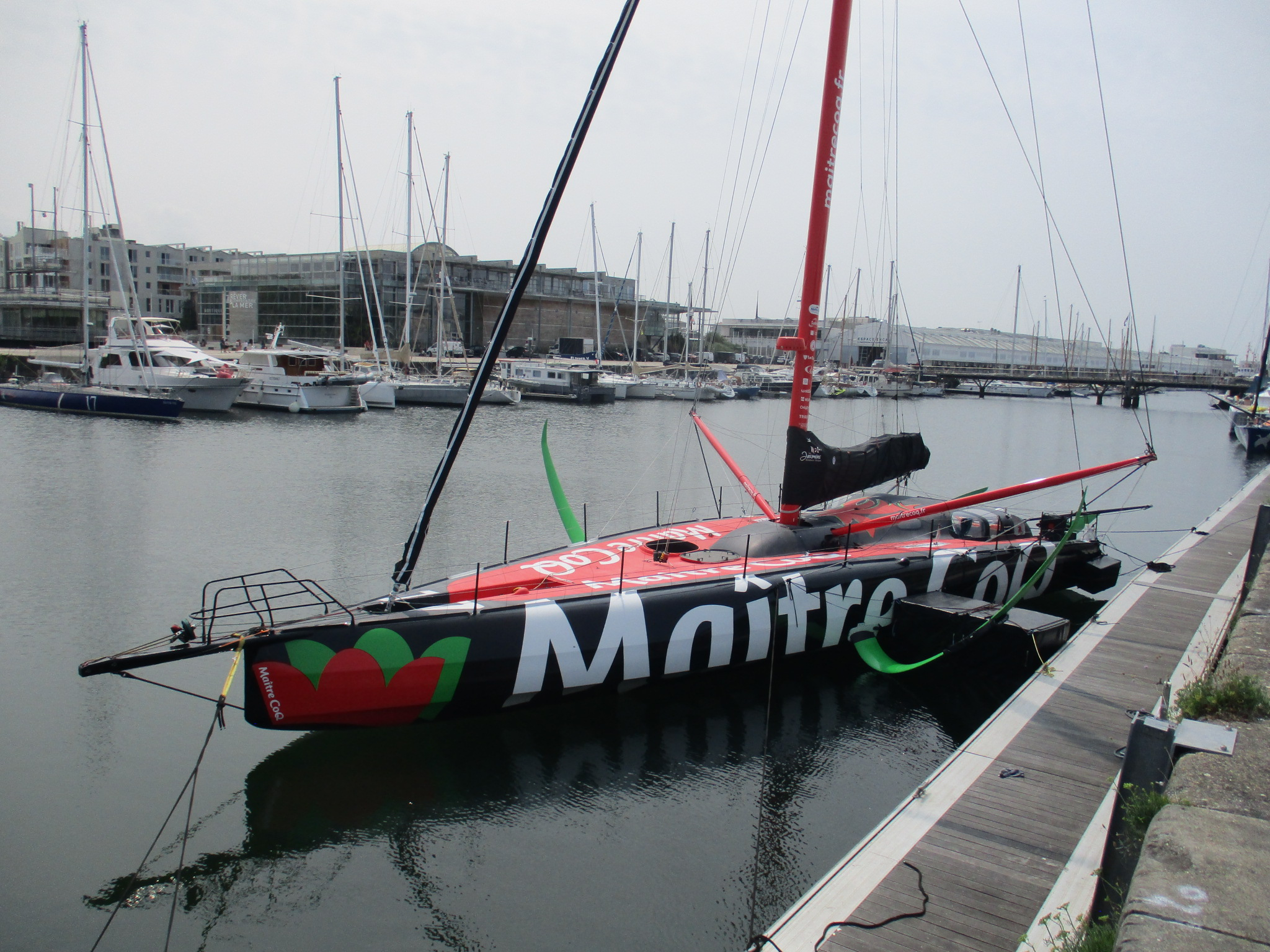
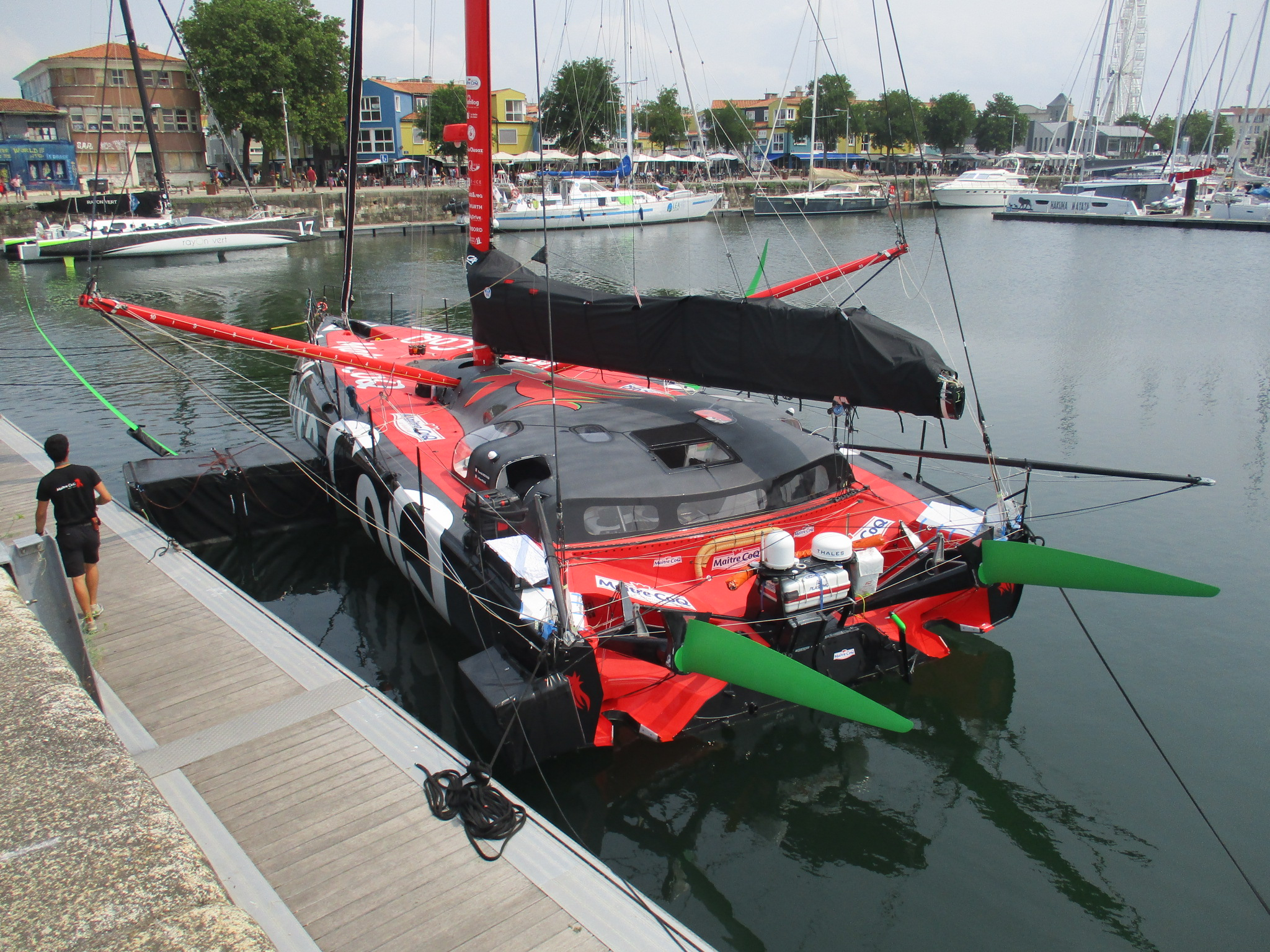

Le voilier est conçu en particulier avec 2 nouveaux foils de 7 m, un cockpit fermé aménagé, une nouvelle répartition des ballasts, pour une vitesse de pointe potentielle de plus de 40 nœuds.

### Courses

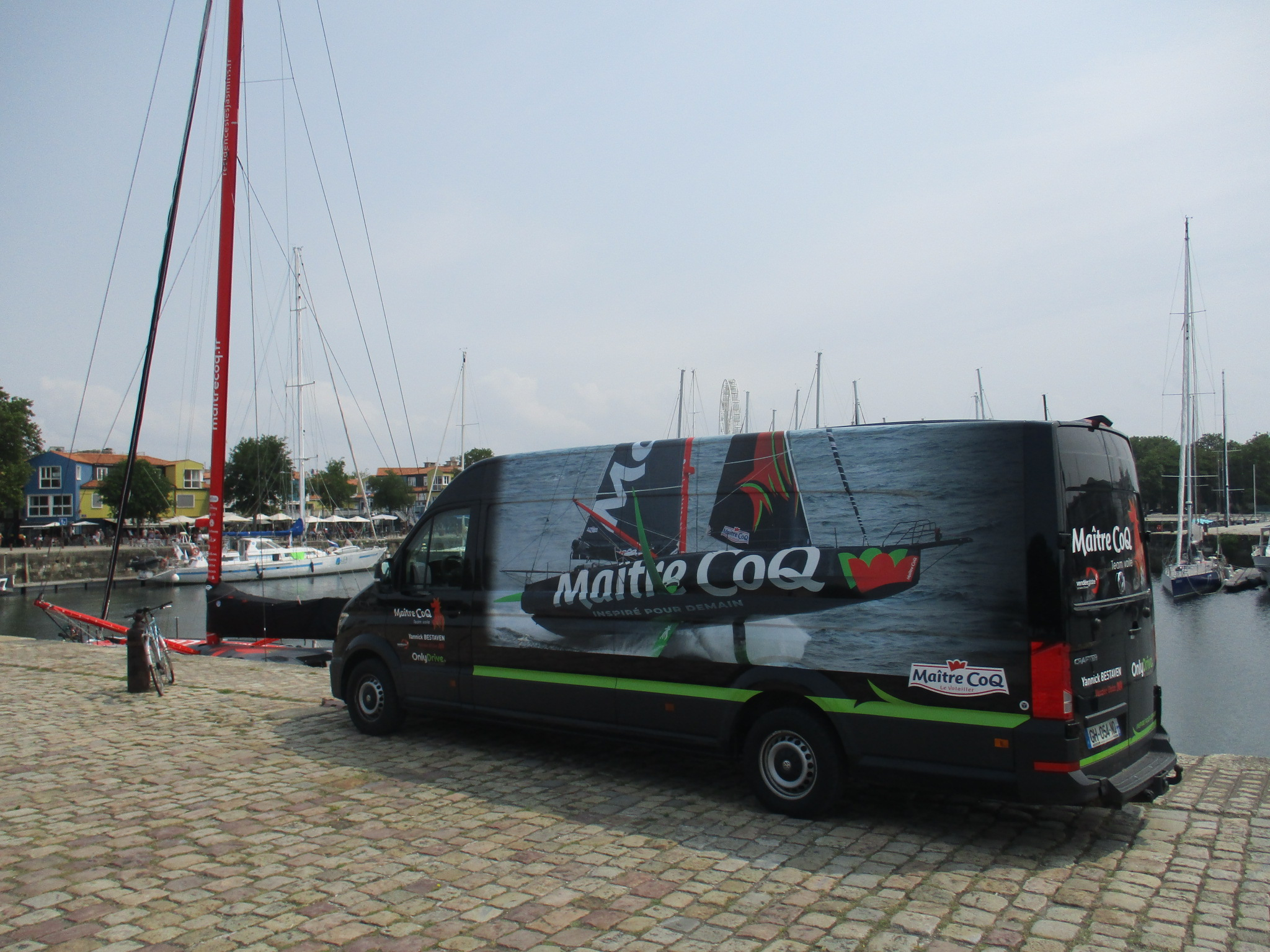

Le voilier participe à ses premières courses inaugurales de mises au point avec la Route du Rhum 2022 (19ème), la Bermudes 1000 Race 2023 (4ème), avant de poursuivre la compétition avec la Rolex Fastnet Race 2023 (en juillet), la Transat Jacques-Vabre 2023 (fin octobre), le Vendée Globe 2024-2025 (en novembre).

## Palmarès
- 2022 avec Yannick Bestaven :
  - 19e de la Route du Rhum Destination Guadeloupe en 13 j 20 h 37 min 27 s

- 2023 :
  - 4e du Guyader Bermudes 1000 Race avec Jean-Marie Dauris et Julien Pulvé, en 4 j 14 h 6 min 1 s
  - 8e de la Rolex Fastnet Race avec Yannick Bestaven et Julien Pulvé, en 2 j 8 h 25 min 30 s
  - 15e du 48H Défi Azimut Lorient Agglomération avec Yannick Bestaven et Julien Pulvé, en 2 j 4 h 59 min 25 s